# Burschen heraus!
Burschen heraus! (oder in der ursprünglichen Form „Bursche heraus!“) ist ein studentischer Alarm- und Hilferuf, wenn ein einzelner Student angegriffen oder festgenommen werden sollte. Der Ruf ist um 1700 erstmals schriftlich belegt, war aber sicher schon früher in der Tradition des mittelalterlichen Alarmrufes „Thiod ute!“ („Volk heraus!“) an den ältesten Universitäten üblich. Aus dem Ruf entstand 1844 das gleichnamige Studentenlied.

## Herkunft und Wandel
Die besondere rechtliche Stellung des Studenten durch die Akademische Gerichtsbarkeit bis 1879 führte zu häufigen Konflikten mit der Polizeigewalt der Universitätsstädte. Diese waren nicht befugt, einen Studenten zu verhaften oder zu bestrafen, bevor nicht ein Universitätsgericht über sie befunden hatte. Übergriffe der Staatsmacht oder einzelner Bürger auf Studenten waren nicht selten; mit dem Ruf Bursche heraus! konnte durch Zusammenrufen von mehreren (stets bewaffneten) Studenten einem solchen Übergriff entgegengetreten werden. Häufig ergaben sich aus dem Ruf größere Tumulte in Universitätsstädten besonders im 17. und 18. Jahrhundert. In der ersten Hälfte des 19. Jahrhunderts wurde der Ruf und das damit verbundene gemeinsame, bewaffnete Auftreten der Studentenschaft durch die Universitäten verboten.
Die ursprüngliche Fassung Bursche heraus! bezieht sich auf den Ausdruck „die Bursche“ in der Bedeutung der gesamten Studentenschaft, was von der mittelalterlichen Burse als Wohn- und Lebensgemeinschaft abgeleitet ist. Die Pluralform Burschen heraus ist erst nach 1800 gebräuchlich.
Vollmann definiert in seinem „Burschicosen Lexicon“ von 1846 das Burschen heraus! als „das »ad arma« der Alten“, den „akademischen Waffenruf“ und das „burschikose Donnerwort“:

„Der Sammelruf, auf den die ganze Studentenschaft bewaffnet mit Schlägern, Pistolen und Ziegenhainer, ausrükt. Jeder Studio ist verpflichtet, das gehörte »Burschen heraus« zu repetieren und sich einzufinden. Der Ruf ist wegen der vielen Tumulte jezt verboten und wird mit dem Consilium abeundi und geschärfter Relegation bestraft.“

Im Heidelberger Comment von 1806 ist die Verpflichtung zum sofortigen Erscheinen geregelt, sobald der Ruf vernommen wird. Ein missbräuchliches „Burschenherausrufen“ oder das Ignorieren des Hilferufes wird mit Ehrverlust (Verschiß) bestraft.

## „Burschen heraus!“ als Studentenlied
Als Lied erscheint das „Burschen heraus“ erstmals in Poccis Liederbuch von 1844; als Verfasser wird Franz von Kobell angenommen. Die ursprüngliche Bedeutung des Rufes wird nur in der zweiten Strophe angedeutet, wo aber nun die Poesie („Poesei“) um Hilfe gegen die spießbürgerliche Philisterschaft und die überkommenen Zöpfe ruft.
1.
Burschen heraus!
Laßt es schallen
Von Haus zu Haus,
Wenn der Lerche Silberschlag
Grüßt des Maien ersten Tag,
Dann heraus und fragt nicht viel,
Frisch mit Lied und Lautenspiel,
Burschen heraus!
2.
Burschen heraus!
Laßt es schallen
Von Haus zu Haus,
Ruft um Hilf' die Poesei
Gegen Zopf und Philisterei,
Dann heraus bei Tag und Nacht,
Bis sie wieder frei gemacht,
Burschen heraus!
3.
Burschen heraus!
Laßt es schallen
Von Haus zu Haus,
Wenn es gilt für's Vaterland,
Treu die Klingen dann zur Hand,
Und heraus mit muth'gem Sang,
Wär' es auch zum letzten Gang,
Burschen heraus!
In der letzten Strophe, die aus einer vormärzlichen Einheitsbewegung her zu verstehen ist, wird die alte Bedeutung des Rufes geradezu in ihr Gegenteil verkehrt, da nun nicht mehr nach studentischer Solidarität gegen willkürliche Übergriffe der Staatsmacht gerufen wird, sondern der Ruf mit dem Waffengang verknüpft wird. Dieses Lied erzeugt einen Bedeutungswechsel des Rufes, der sich in bewusster Anspielung auf die letzte Strophe schließlich in Aufrufen zum Deutsch-Französischen Krieg 1870/71, dem Ersten Weltkrieg und den Werbeplakaten für studentische Freikorps am Beginn der Weimarer Republik wiederfindet.
Auch im Nationalsozialismus wurde das Lied aufgenommen. Der NSD-Studentenbund war in den 1930er Jahren noch mehrheitlich bestrebt, die Korporationen und ihr tradiertes Brauchtum als Relikte der bürgerlichen Gesellschaft zu überwinden und die neuentstandenen Kameradschaften nicht zu Fortsetzungen der Korporationen werden zu lassen. Faktisch lebten die gleichgeschalteten Verbindungen aber unter dem Deckmantel der Kameradschaften weiter. Und auch im NSD-Studentenbund wich die frühere Haltung langsam einer, die Traditionen der Korporationen in das neue nationalsozialistische Studententum zu integrieren. Das noch Ende 1944 von Reichsstudentenführer Gustav Adolf Scheel herausgegebene Liederbuch des deutschen Studenten trug den Titel Burschen heraus, sollte nach Kriegsende das Allgemeine Deutsche Kommersbuch ersetzen und umfasste auch das namensgebende Lied, das von Gerhard Schumann um eine vierte, nationalsozialistische Strophe ergänzt worden war.
4.
Burschen heraus!
Traget die Fahne
des Reichs voraus!
Treueste Garde seid dem Land!
Schärfstes Schwert in Führers Hand!
Nicht um Lohn, noch um Gewinnst!
Euer Dank sei Euer Dienst!
Burschen voraus!

## Verbreitung in Literatur und Publizistik
Joseph von Eichendorff beschreibt in seinem autobiographischen Roman „Erlebtes“, wie er die Folgen des Rufes Burschen heraus! auf einer Gasse erlebte:
Und gleichwie überall grade unter Verwandten – weil sie durch gleichartige Gewohnheiten und Prätensionen einander wechselseitig in den Weg treten – oft die grimmigste Feindschaft ausbricht, so wurde auch hier aller Philisterhaß ganz besonders auf die Handwerksburschen (Knoten) gerichtet. Wo diese etwa auf dem sogenannten breiten Steine (dem bescheidenen Vorläufer des jetzigen Trottoirs) sich betreten ließen, oder gar Studentenlieder anzustimmen wagten, wurden sie sofort in die Flucht geschlagen. Waren sie aber vielleicht in allzu bedeutender Mehrzahl, so erscholl das allgemeine Feldgeschrei: »Burschen heraus!« Da stürzten, ohne nach Grund und Veranlassung zu fragen, halbentkleidete Studenten mit Rapieren und Knütteln aus allen Türen, durch den herbeieilenden Sukkurs des nicht minder rauflustigen Gegenparts wuchs das improvisierte Handgemenge von Schritt zu Schritt, dichte Staubwirbel verhüllten Freund und Feind, die Hunde bellten, die Häscher warfen ihre Bleistifte (mit Fangeisen versehene Stangen) in den verwickelten Knäuel; so wälzte sich der Kampf oft mitten in der Nacht durch Straßen und Gäßchen fort, daß überall Schlafmützen erschrocken aus den Fenstern fuhren ...
Ein Roman von August Sperl über die Befreiungskriege trägt den Titel „Burschen heraus!“. Ebenso machte sich der NS-Studentenbund die Implikationen des Liedes zunutze und nannte sein ab 1930 erscheinendes Publikationsorgan „Burschen heraus!“.